# Homegrown (XTC)
Homegrown (2001) è la raccolta delle versioni dimostrative dell'album Wasp Star (Apple Venus Volume 2) degli XTC.

## Il disco
Controparte dimostrativa del dodicesimo album del gruppo inglese, pubblicato il 22 maggio 2001, contiene le cosiddette home demo registrate dai rispettivi autori nei loro studi casalinghi, come successo con il precedente Homespun: The Apple Venus Volume One Home Demos. In questa occasione però di qualche brano vengono presentate più versioni, nei vari stadi della composizione.
È stato ripubblicato nel 2006 con una copertina diversa all'interno del cofanetto Apple Box.

La versione in CD giapponese contiene due brani aggiuntivi: Bumpercars e Didn't Hurt a Bit.

Non esiste una versione in vinile di questo album.

## Tracce
1. Playground (Andy Partridge)– 4:25
2. Stupidly Happy (Partridge) – 3:45
3. In Another Life (excerpt of original demo) – 2:02 (Colin Moulding)
4. In Another Life (jug band version) – 3:44 (Moulding)
5. Some Lovely (Partridge) – 3:57
6. Boarded Up – 2:56 (Moulding)
7. I'm The Man Who Murdered Love (early 'other song' cassette idea) (Partridge) – 2:36
8. I'm The Man Who Murdered Love (tamla version excerpt) (Partridge) – 0:39
9. I'm The Man Who Murdered Love (Partridge) – 3:33
10. We're All Light (early cassette idea) (Partridge) – 1:14
11. We're All Light (Partridge) – 4:32
12. Standing In For Joe (lounge version) – 2:41 (Moulding)
13. Standing In For Joe – 3:34 (Moulding)
14. Wounded Horse (Partridge) – 4:22
15. You And the Clouds Will Still Be Beautiful (Partridge) – 3:46
16. Lie for a Lie (cassette demo) (Partridge) – 1:43
17. Church Of Women (Partridge) – 4:36
18. The Pot Won't Hold Our Love (early cassette idea) (Partridge) – 1:38
19. Everything Decays (early cassette idea) (Partridge) – 2:26
20. The Wheel And The Maypole (Partridge) – 5:33